# Erwin Shoultz-Carrnoff
Erwin Shoultz-Carrnoff, bis 1960 Schulz-Carrnoff, (* 21. November 1913 in Königsberg, Preußen; †  25. Juli 1990 in München) war ein deutscher Maler der Moderne. 

## Leben
Shoultz-Carrnoff studierte Malerei in seiner Heimatstadt bei Heinrich Schmalz und Wilhelm Lenggrüßer, gelangte über die Niederlande nach München und besuchte Anfang der 1930er-Jahre die Zeichenklasse von Karl Caspar an der Kunstakademie München. 
Nach dem Kriegsdienst an der Murmansk-Front kehrte er schwerverletzt nach Traunstein (Oberbayern) zurück und gründete mit Gleichgesinnten 1945 die Künstlergruppe Roter Reiter, um nach der Diktatur den Anschluss an die internationale Kunstentwicklung zu finden. 
Bis zu seinem Tod im Jahr 1990 blieb er Präsident der Künstlergruppe Roter Reiter und organisierte über 50 nationale und internationale Ausstellungen. Sein Werk knüpfte an den Spät-Expressionismus an, es entstanden auch zahlreiche abstrakte Arbeiten und Objekte.
1975 erhielt er den Schwabinger Kunstpreis, 1988 die Medaille „München leuchtet“.